# 不二見町
不二見町（ふじみちょう）は、愛知県名古屋市中区の地名。

## 歴史

### 町名の由来
当地は葛飾北斎の『富嶽三十六景』「尾州不二見原」で知られる不二見原にあたり、富士山が遠望できたとの言い伝えに由来する。

### 沿革
- 1878年（明治11年）12月20日 - 上前津町の一部により、不二見町として成立[1]。
- 1889年（明治22年）10月1日 - 名古屋市成立に伴い、同市不二見町となる[5]。
- 1908年（明治41年）4月1日 - 中区成立に伴い、同区不二見町となる[1]。
- 1974年（昭和49年）5月11日 - 住居表示実施に伴い、上前津二丁目・橘一丁目・富士見町にそれぞれ編入され消滅[1]。